# Hub USB

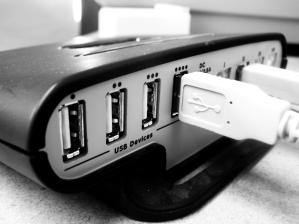
Hub USB (4 porty)

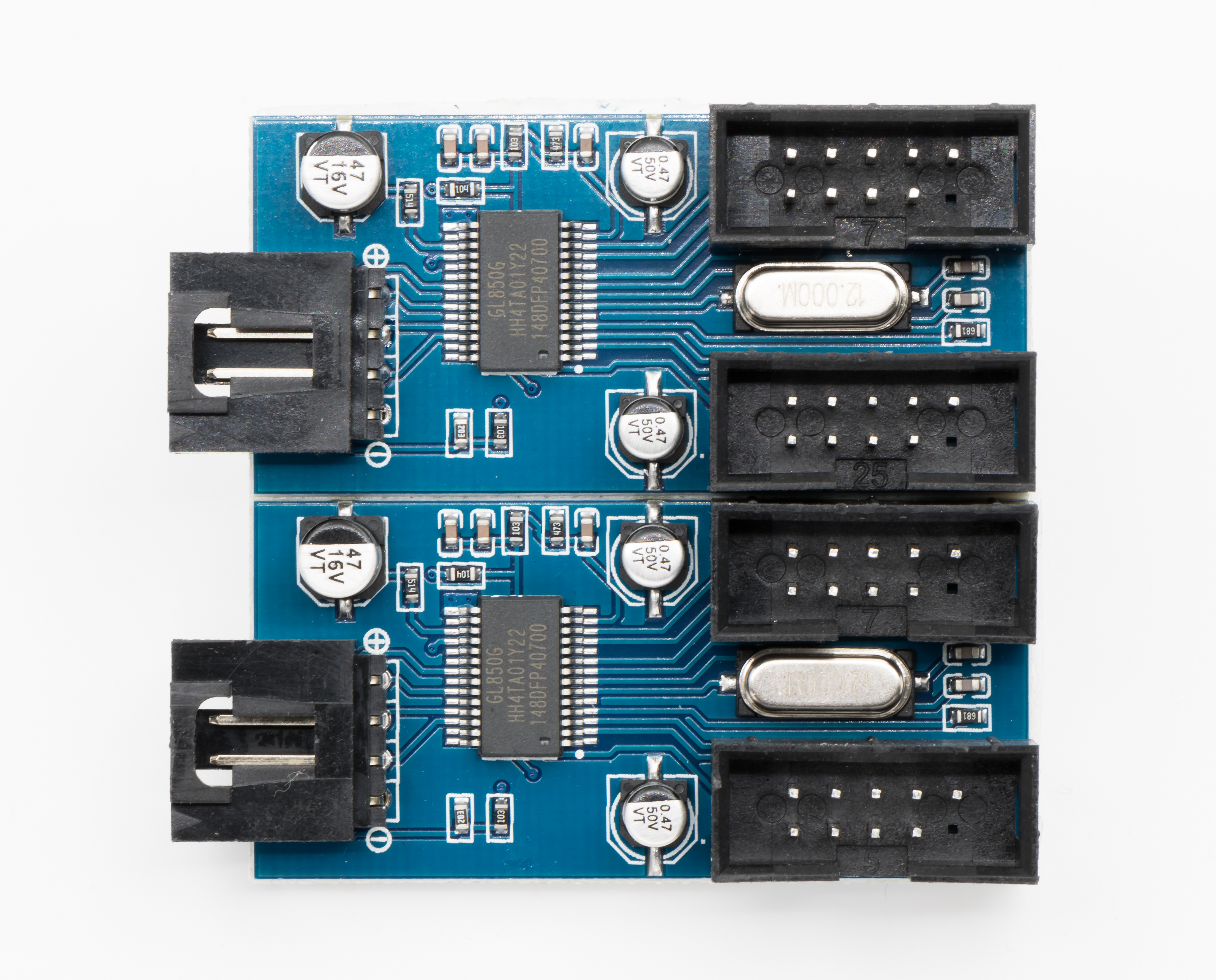
Wewnętrzny hub USB 2.0

Hub USB (koncentrator USC, rozdzielacz USB) – urządzenie komputerowe umożliwiające podłączenie do jednego portu USB więcej urządzeń. Najczęściej są one urządzeniami zewnętrznymi, choć czasem mogą być wbudowane w klawiaturę lub (rzadziej) w monitor lub drukarkę. Urządzenia te w większości mają sterownik podpisany cyfrowo.
Wszystkie huby na rynku są kompatybilne ze wszystkimi standardami USB. Jednak tańsze modele oferują transmisję danych jedynie z szybkością 12Mb/s właściwą standardowi USB 1.1, co może być zauważalne przy szybszych pendrive'ach, a już na pewno spowalnia pracę z dyskami zewnętrznymi. Warto więc zwrócić uwagę, czy HUB wspiera transmisję danych w standardzie USB 2.0 z szybkością co najmniej 100 Mb/s.
Huby zawierają standardowo od 4 do 8 portów (najczęściej 4 lub 7). Oferują także możliwość mostkowania kolejnych rozgałęźników, czyli dołączania następnych hubów szeregowo. Można w ten sposób połączyć do 127 urządzeń (wliczając w to wszystkie podłączone huby).
Istnieją dwa typy hubów USB:
Huby pasywne – Są to huby USB, które energię czerpią z jednego portu USB. Do takiego huba mogą być podłączane urządzenia, których suma pobranego prądu nie przekracza 500 mA. Do huba pasywnego mogą być podłączane np. klawiatura USB, mysz USB, pendrive itp.
Huby aktywne – Są to huby, które posiadają swoje własne zewnętrzne zasilanie. Do każdego portu huba aktywnego może być podłączone urządzenie o poborze prądu wyższym niż 500 mA, lecz urządzenia razem nie mogą pobierać więcej prądu niż maksymalna moc zasilacza. Aktywny hub może posłużyć do podłączania urządzeń o większym poborze prądu, np. nowoczesne dyski zewnętrzne, zewnętrzne karty telewizyjne, modemy LTE itd.
Oprócz hubów istnieją także karty na PCI z wbudowanymi portami USB. Takie karty czerpią energię z magistrali PCI, jednak wymagają podłączenia do głównego koncentratora USB.
Innym sposobem rozszerzenia złącz USB jest zakup panelu do komputera z portami USB.